# Great Ashby
Great Ashby är en civil parish i North Hertfordshire i Hertfordshire i England. Orten har 5 706 invånare (2011).